# Mario Sanzullo
Mario Sanzullo (né le 5 juin 1993 à Massa di Somma) est un nageur italien spécialisé dans la nage en eau libre.

## Biographie
Sur 5 km, il remporte la médaille d'argent lors des Championnats du monde 2017 à Budapest.

## Palmarès

### Championnats du monde
- Championnats du monde 2017 à Budapest ( Hongrie) :
  -  Médaille d'argent du 5 km en eau libre